# اوژن بودن
اوژن بودن (فرانسوی: Eugène Boudin‎) نقاش فرانسوی بود.

## زندگی‌نامه
اوژن بودن در ۱۲ ژوئیه ۱۸۲۴ در شهر اونفلور فرانسه به دنیا آمد. در ۱۰ سالگی شروع به کار روی کشتی کرد. در سال ۱۸۳۵ به همراه خانواده به لو آور نقل مکان
کرد و در مغازه پدر مشغول به کار شد. چندی بعد خود اوژن یک مغازه کوچک باز کرد و از طریق آن با هنرمندان در ارتباط قرار گرفت. در ۲۲ سالگی شغلش را رها کرد و به صورت تمام وقت به نقاشی پرداخت. به پاریس رفت و در سال ۱۸۵۰ برنده کمک هزینه تحصیلی شد که می‌توانست به صورت دائم در پاریس اقامت کند ولی وی ترجیح می‌داد که برای نقاشی کردن به نرماندی سفر کند.

آشنایی با کلود مونه باعث شد که در سبک نقاشی او تغییراتی ایجاد شود و به نقاشی منظره روی بیاورد. اوژن بودن در سال ۱۸۷۳ در نمایشگاهی که مونه و دوستانش برگزار کردند مشارکت کرد.

وی در اواخر عمر به جنوب فرانسه بازگشت و در نهایت در ۸ اوت ۱۸۹۸ درگذشت.

## نگارخانه

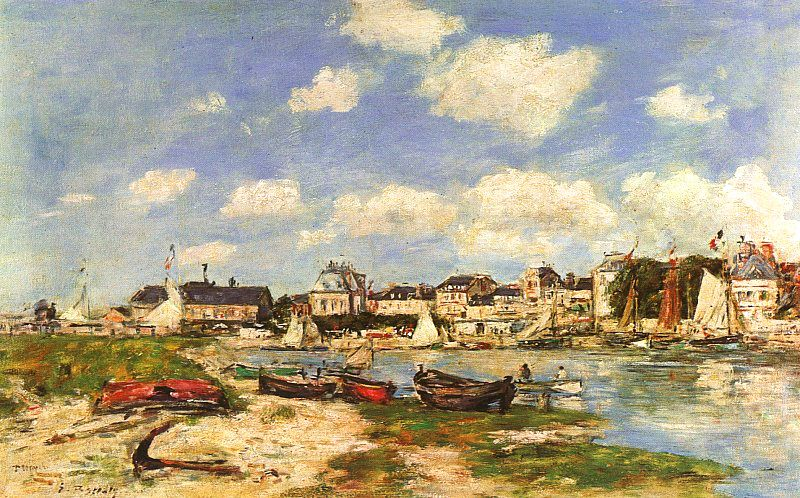
ترووی ۱۸۶۴
ساحل
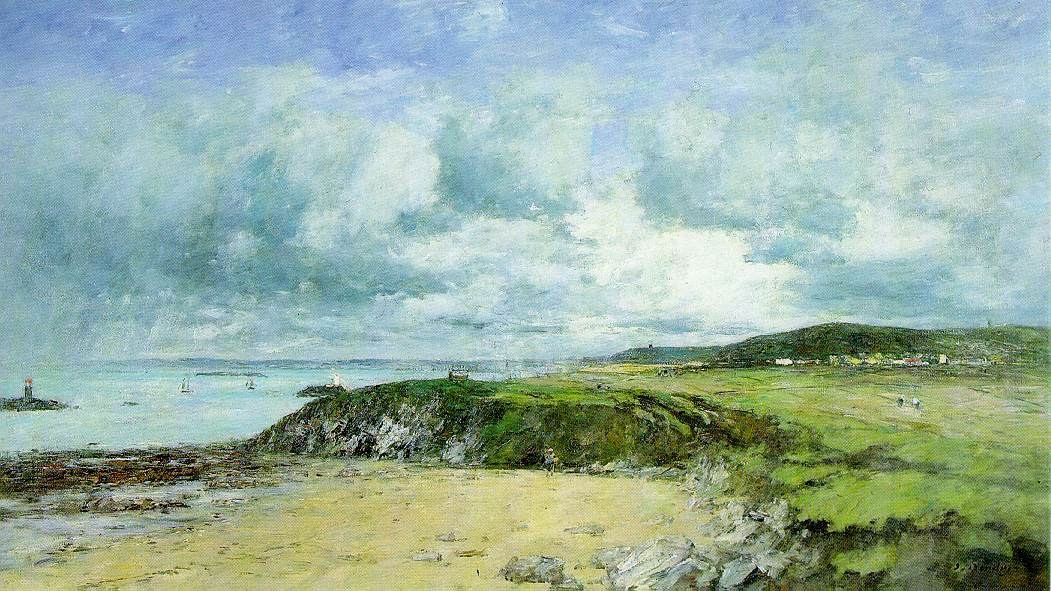
ساحل ۱۸۷۴
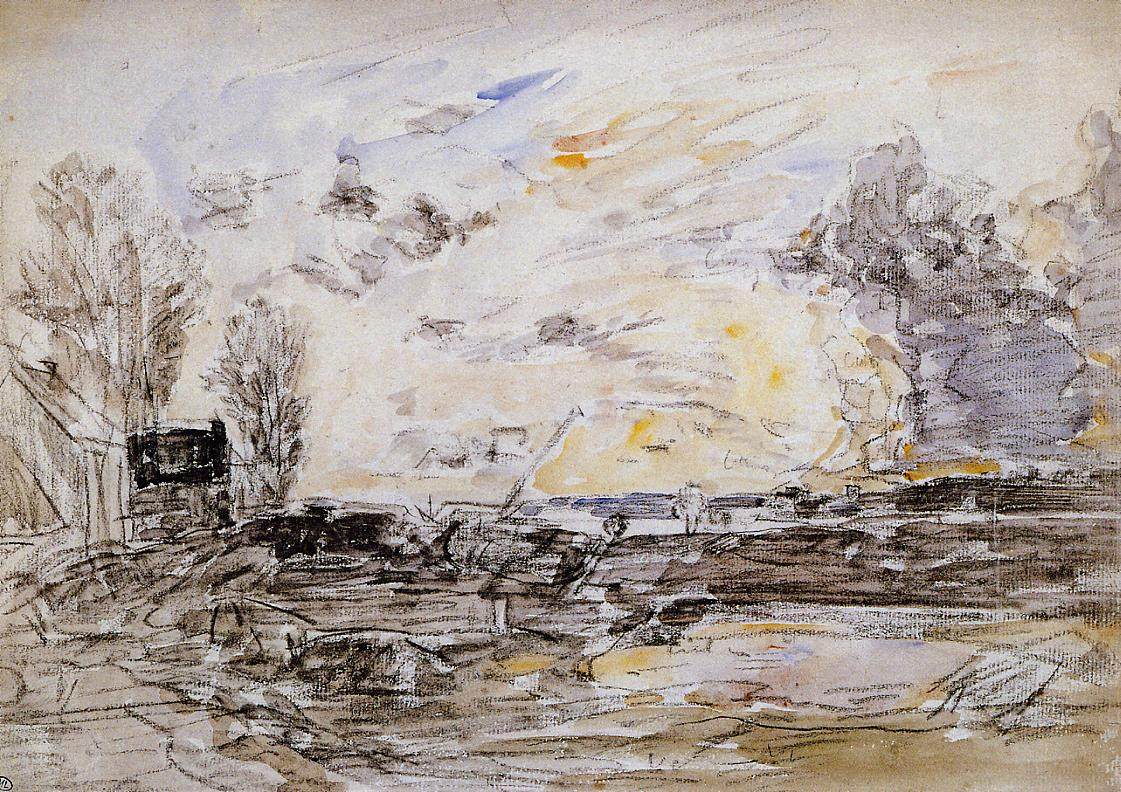
منظره غروب
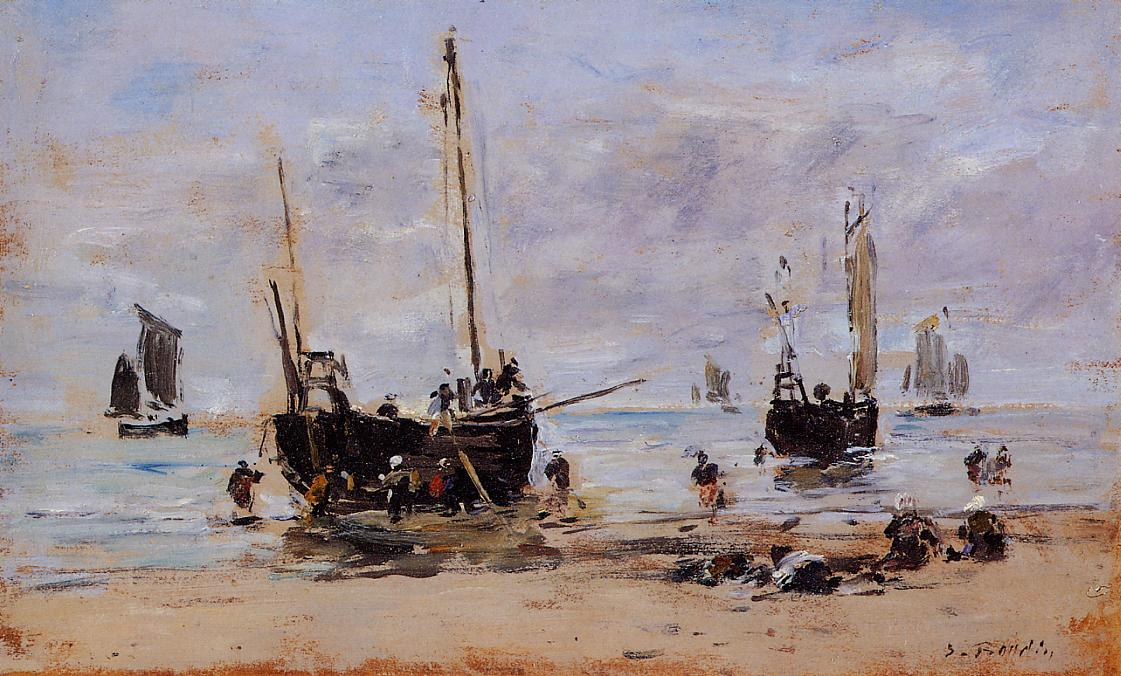
ماهیگیران در جزر و مد
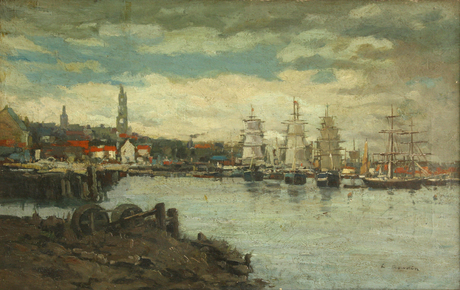
بندر
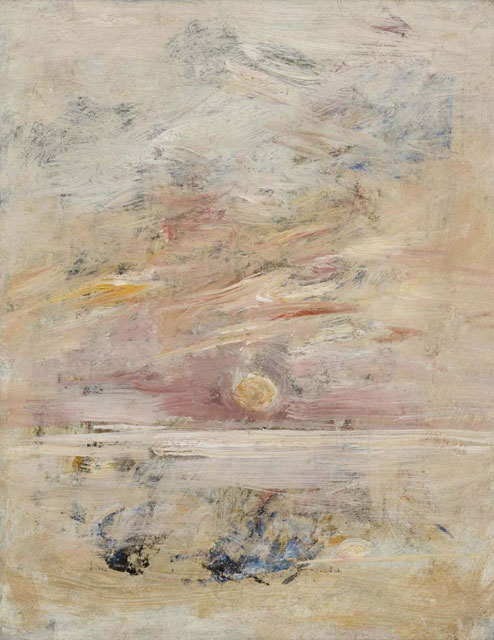
مطالعه آسمان ۱۸۸۸-۱۸۹۵
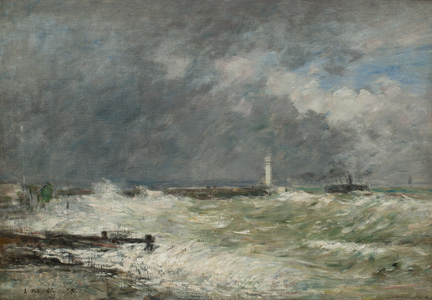
اسکله ورودی لو آور در آب و هوای بد، ۱۸۹۵
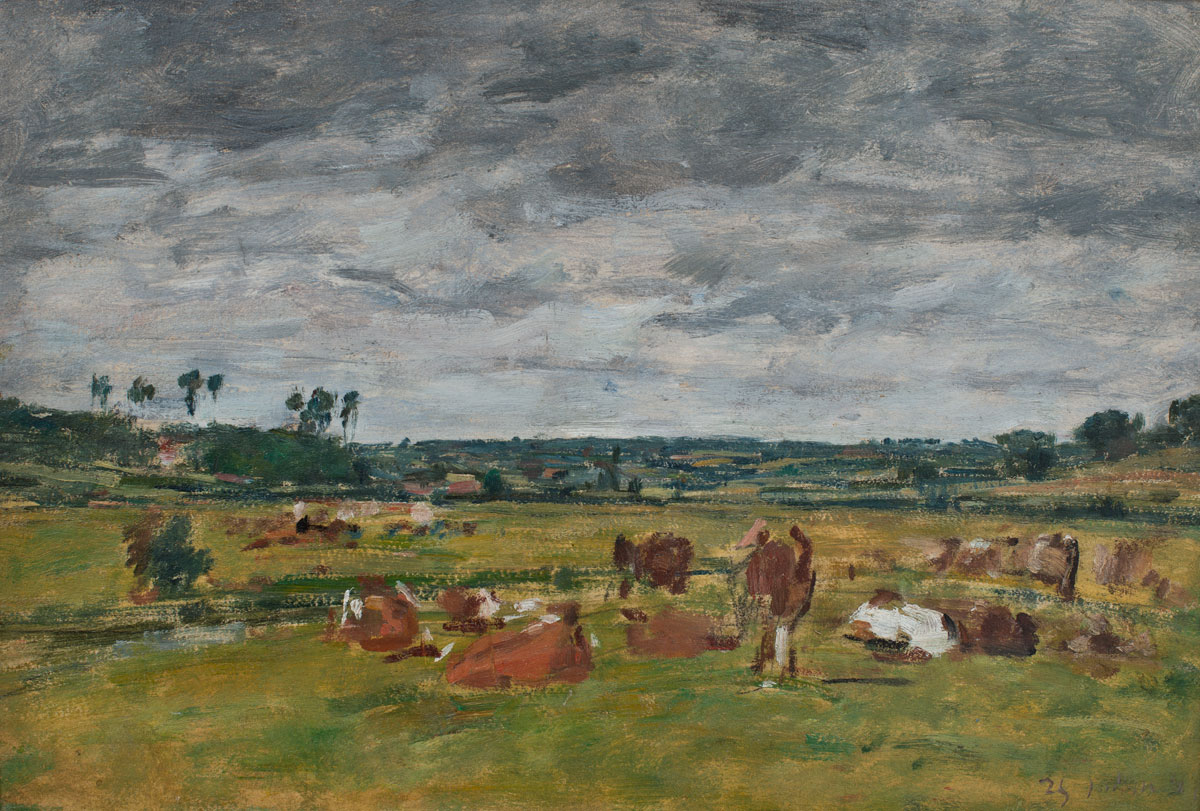
منظره، ۱۸۸۱